# Богучански рејон
Богучански рејон (рус. Богучанский район) је општински рејон у североисточном делу Краснојарске Покрајине, Руске Федерације.
Административни центар рејона је насеље Богучани (рус. Богучаны). 
Географски, подручје се налази у североисточном делу територије Покрајине и рејон се често изједначава рејонима на далеком северу Покрајине. Кроз рејон са истока на запад протиче река Ангара. Пре доласка Руса, рејон је био насељен Евенкима (Тунгузима). Насеље Богучани су основали руски Козаци 1642. године. Због повољне политике насељавања (насељеници су добијали земљу и дрво, били ослобођени војне службе и плаћања пореза) коју су спровели Козаци и руске власти, рејон је током XVIII и XIX века добио бројно становништво.
Површина рејона је 54,000 km². По својој величини рејон заузима 5. место у покрајини. Укупна површина простора под шумским земљиштем је 52.780 km², а простор покривен густом шумом је 49.000 км².
Суседни рејони и области су:
- север: Евенкијски рејон
- исток: Кежемски рејон
- југоисток: Иркутска област
- југ: Абански рејон
- југозапад: Тасејевски рејон
- запад: Мотигински рејон

Укупна површина рејона је 54,000 km².
Укупан број становника је 46.022 (2014)